# Уэтт, Манон
Манон Уэтт (фр. Manon Houette, род. 2 июля 1992 года в Ле-Мане) — французская гандболистка, левый крайний клуба «Мец» и сборной Франции; серебряный призёр Олимпийских игр 2016 года, чемпионка мира 2017 года, чемпионка Европы 2018 года.

## Карьера
Выступала в начале карьеры за клубы «Пай де Силле» и «Ле-Ман». В 2010 году перешла в команду «Флери», с которой выиграла в 2015 году чемпионат Франции, в 2014 году Кубок Франции, а в 2015 году Кубок французской лиги. Летом 2016 года перешла в команду «Тюринген» женской Бундеслиги.
В 2012 году Манон Уэтт выступала в составе сборной Франции на чемпионате мира среди команд до 20 лет и стала серебряным призёром. Дебютировала за сборную Франции 27 октября 2013 года в игре против Финляндии, прошедшей в Вантаа. В составе сборной Франции играла на чемпионате мира 2015 в Дании и Олимпийских играх 2016 года в Рио-де-Жанейро.

## Награды и звания
30 ноября 2016 года было присвоено звание кавалера ордена «За заслуги».